# San Nepoziano
Nepoziano (in latino Nepotianus; Altino, 365 – 396) è stato un asceta cristiano, venerato come santo dalla Chiesa cattolica.
Nipote del vescovo di Altino Eliodoro in quanto figlio di una sua sorella, intraprese la carriera militare. Poco dopo si fece battezzare e, lasciato l'esercito, si diede all'eremitaggio. In seguito decise di divenire sacerdote; nel 394 lo zio lo aveva già ordinato poiché in quella data san Girolamo gli inviava un'epistola sui doveri del sacerdozio.
Morì prematuramente nel 396, anno in cui san Girolamo indirizzava un'altra lettera a Eliodoro in cui lo consolava per la perdita del nipote: nel cosiddetto Epitaphium Nepotiani ricordò come il giovane fosse assai caritatevole verso il prossimo in difficoltà, solerte nella cura della sua chiesa e assiduo lettore dei testi sacri.